# Sierra de Talacasto
Sierra de Talacasto är en bergskedja i Argentina.   Den ligger i provinsen San Juan, i den nordvästra delen av landet, 1 100 km väster om huvudstaden Buenos Aires.
Omgivningarna runt Sierra de Talacasto är i huvudsak ett öppet busklandskap. Trakten runt Sierra de Talacasto är nära nog obefolkad, med mindre än två invånare per kvadratkilometer.